# Paolo Silvio Boccone
Paolo Silvio Boccone (Palermo, 1633 – Parco, 1704) è stato un botanico italiano.

## Biografia
Palermitano di nobile famiglia, si dedicò fin dalla giovinezza, allo studio della storia naturale, frequentando l'Orto botanico di Messina fondato da Pietro Castelli. Compì numerosi viaggi di studio in Sicilia, Italia ed Europa, stabilendosi infine a Padova dove divenne professore di botanica.
Nel 1671 pubblicò, a Parigi, l'opera Recherches et Observations naturelles nella quale tratta diversi argomenti naturalistici, spaziando dalla medicina alla tossicologia.
Divenne botanico di corte del Granduca di Toscana Ferdinando II (1610-1670), contribuendo allo sviluppo del Giardino dei Semplici di Firenze.
Nel 1682, a quasi 50 anni di età, entrò nell'ordine Cistercense prendendo il nome di Silvio.
Apprezzato all'interno della comunità scientifica, intrattenne rapporti di scambio e collaborazione con molti botanici europei. Tra i suoi allievi figurano il francese Charles Plumier (1646-1704) e il siciliano Francesco Cupani (1657-1710).
Al suo nome sono dedicate varie specie vegetali tra cui Chiliadenus bocconei, Eryngium bocconei, Heliotropium bocconei, Helleborus bocconei, Jurinea bocconei, Limonium bocconei, Odontites bocconei, Seseli bocconei, Spergularia bocconei. Charles Plumier gli ha dedicato il genere Bocconia, ritenuto da Linneo della famiglia delle Papaveraceae.
Morì nel monastero di Santa Maria di Altofonte (Parco, oggi Altofonte) nel 1704.

## Opere
(Elenco parziale)

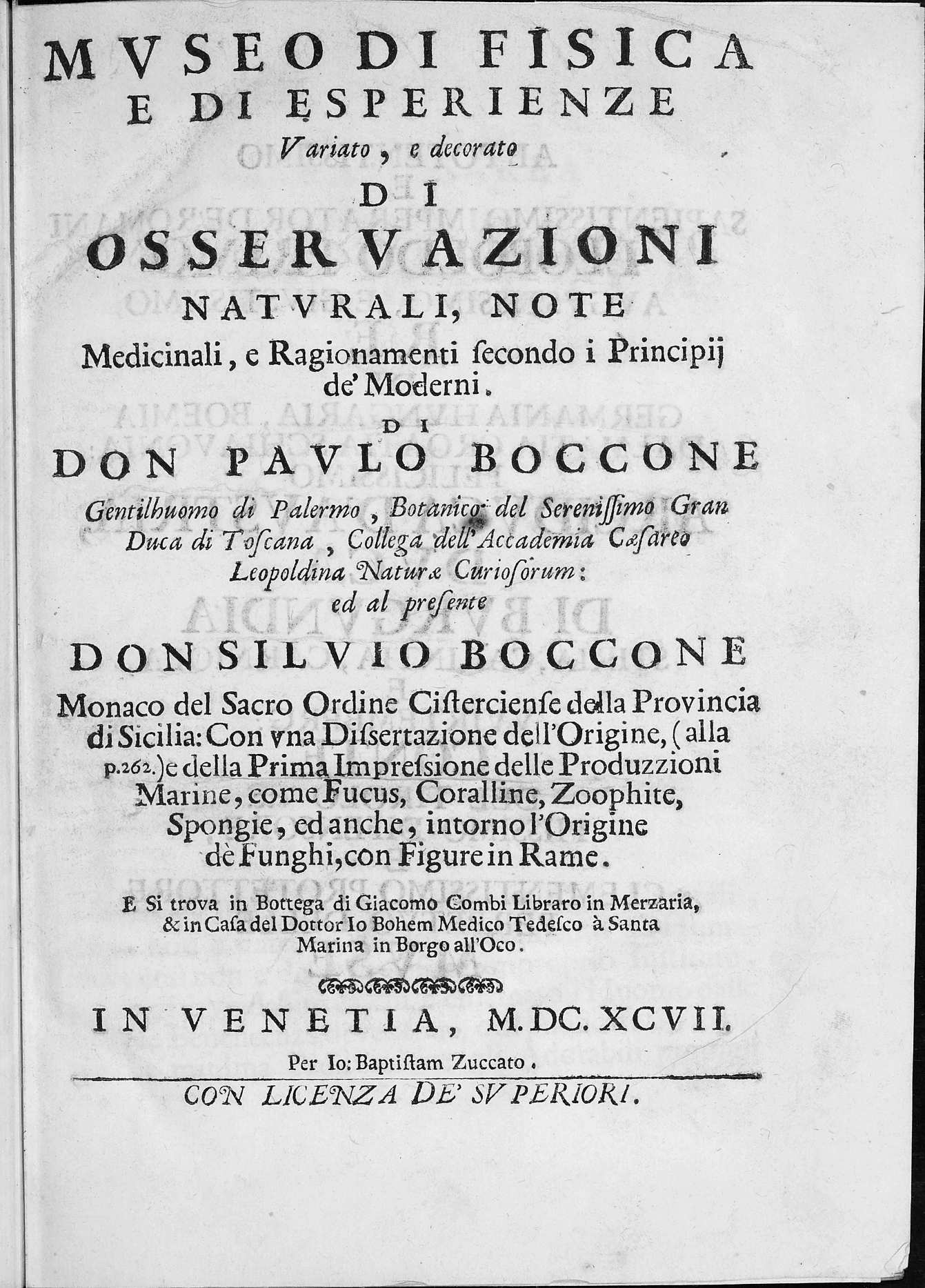
Museo di fisica e di esperienze, 1697

- Della pietra Belzuar minerale siciliana lettera familiare, Monteleoni, apud Dominicum Ferrum, 1669.
- (FR) Recherches et observations naturelles touchant le corail, pierre étoilée, embrasement du mont Etna, Parisiis, apud Baloin ad Palatum, 1672.
- (FR)  Recherches & observations touchant le corail, la pierre étoilée, les pierres de figure de coquilles, etc., Amsterdam, 1674.
- (FR)  Recherches et observations naturelles. Amsterdam: Chez Jean Jansson, 1674.
- (LA)  Icones et descriptiones rariorum plantarum Siciliae, Melitae, Galliae et Italiae... auctore Paulo Boccone,... (Edit R. Morison.), Oxford, e theatro Sheldoniano, 1674. In-4 ? , XVI-96 p., fig.
- (LA) Icones et descriptiones rariorum plantarum Siciliae, Melitae, Galliae et Italiae... auctore Paulo Boccone,...cum praefatione Roberti Mossiockii, Lugduni, apud Robertum Scott, 1674.
- Novitiato ala segreteria del signore Paolo Boccone, gentiluomo di Palermo, lettura grata non meno a principi che a loro segretari, per mostrare con facilità e brevità l'arte d'un accorto secretario, Genuae, apud haeredes Calenziani, sd. In-12°.
- Osservazioni naturali, ove si contengono materie medico-fisiche, e di botanica, produzioni naturali fossofori diversi, fuochi sotterranei d'Itali e altre curiosità, disposte en trattati familiari, Bononiae, apud Monolessos, 1684. In-12°.
- (FR) Lettre de Monsieur Boccone,... écrite à Mr. l'Abbé Bourdelot,... touchant l'embrasement du mont Etna, S. l. n. d. In-12, paginé 67-78, carte.
- Museo di fisica e di esperienze, Venezia, Giovanni Battista Zuccato, 1697. In 4°, VIII,319 p., tavole e ritratto.
- (LA) Museum experimentale-physicum, complectens observationes eruditis et curiosis, Francofurti, apud Michaelem Rohrbach, 1697. In-12°.
- Museo di piante rare della Sicilia, Malta, Corsica, italia, Piemonte e Germania con figure 133 in rame, Venetiis, apud Ioannem Baptistam Zuccarum, 1697.
- Epistola botanica